# دنیل کارارا
دنیل کارارا (انگلیسی: Daniel Carrara؛ زادهٔ ۳۰ دسامبر ۱۹۸۲) بازیکن فوتبال اهل آرژانتین است.
از باشگاه‌هایی که در آن بازی کرده‌است می‌توان به باشگاه فوتبال اسپتزیا و باشگاه فوتبال کیاسو اشاره کرد.